# Malá Bystřice
Pour les articles homonymes, voir Bystřice.
Malá Bystřice (en allemand : Klein Bistritz) est une commune du district de Vsetín, dans la région de Zlín, en Tchéquie. Sa population s'élevait à 291 habitants en 2020.

## Géographie
Malá Bystřice se trouve à 9 km au nord-ouest de Vsetín, à 35 km au nord-est de Zlín et à 271 km à l'est-sud-est de Prague.
La commune est limitée par Velká Lhota au nord, par Valašská Bystřice à l'est, par Halenkov et Vsetín au sud et par Růžďka et Bystřička à l'ouest.

## Histoire
La première mention écrite du village date de 1308.